# Tamás Zanko
Pour les articles homonymes, voir Zanko.
 (mars 2018).
Si vous disposez d'ouvrages ou d'articles de référence ou si vous connaissez des sites web de qualité traitant du thème abordé ici, merci de compléter l'article en donnant les références utiles à sa vérifiabilité et en les liant à la section « Notes et références ».
Tamás Zanko, né le 14 octobre 1931 à Budapest et mort à Paris 9e le 6 octobre 2009, est un artiste plasticien français d'origine hongroise. 

## Biographie
Tamás Zanko naît à Budapest en 1931 dans une famille bourgeoise. Jeune passionné de musique, il fréquente assidûment l'opéra, nouant notamment un lien étroit avec Otto Klemperer. Zanko se forme à l’École supérieure des arts décoratifs de Budapest entre 1953 et 1956. Les évènements de 1956 à Budapest le poussent à quitter son pays, et il fait partie des 10 000 Hongrois qui s'établissent alors en France. Élève de l’École nationale supérieure des Beaux Arts de Paris de 1957 à 1959, il complète sa formation aux Arts décoratifs de 1959 à 1960, en scénographie. Il reçoit bientôt des commandes pour créer des décors et costumes de théâtre.
En 1962, il épouse Anne Zanko, designer textile, rencontrée aux Arts Décoratifs. Entre 1960 et 1970, son œuvre est influencée par les différents styles de l'époque, de l'abstraction lyrique au pop art, œuvres qu'il expose à la Biennale de Paris en 1963 et 1965.
Il expose également avec le groupe de Ben Vautier, Jean Le Gac, Christian Boltanski à la galerie Claude Levin. En 1969, il est invité à participer à une série de performances d'artistes, Work in Progress, au Centre Américain à Paris. Zanko y effectue une performance où il creuse une tombe dans laquelle il enterre une boîte secrète contenant ses pinceaux - manifestant ainsi la mort de la peinture de chevalet, aujourd'hui impuissante à égaler les grands peintres prédécesseurs : Rembrandt, Velázquez, jusqu'à Francis Bacon, qu'il citera tout au long de son travail. L’œuvre intitulée La Tombe - visible lors de l’exposition - est une composition de l’auteur basée sur les photographies prises par Christian Boltanski lors de cet événement.
- Si vous ne connaissez pas le sujet, laissez ce bandeau (vous pouvez alors contacter les auteurs).
- Si vous supprimez le contenu mis en cause (vous pouvez préalablement contacter les auteurs),

argumentez précisément cette suppression dans la page de discussion
(un manque de référence n'est pas un argument ; une recherche réelle de référence doit avoir été effectuée, être formellement documentée).
À partir des années 70, il se tourne vers l'auto-réflexion et s'intéresse à l'interprétation particulière et subjective de l'histoire de la culture et de l'art. La réflexion, dans le double sens du mot, sera ensuite la figure clé de son art. Pour ce faire, il utilise un support réfléchissant nommé Le Jok', toile cirée épaisse, dont la surface sombre et réfléchissante crée une relation entre le motif peint, l’environnement et le spectateur. La technique du pochoir utilisée par l’artiste permet la ré-interprétation des motifs en variations multiples, tels des leitmotives en musique : par exemple l'enfant pour l'environnement Réflexion, ou l'île des morts dans l'environnement Opéra. 
En 2007, son atelier rue Saint Lazare brûle, emportant 80 % de son œuvre, notamment les grands formats. Ce traumatisme personnel est source d'inspiration pour Zanko qui envisage une exposition Relique-art, et y puise de la matière dans les dernières années de sa vie. Ses dernières œuvres sont plus apaisées, principalement des natures mortes. De même cet évènement constitue un moment charnière dans la vocation artistique de son fils Stanislas, photographe et street artiste.

## Œuvre

### Peinture
Après sa formation classique à l'École des beaux-arts de Paris et des expérimentations picturales, Zanko abandonne la peinture de chevalet à l'occasion de sa performance au Centre Américain à Paris, Work in Progress (1969).
S'il continue à peindre au cours de sa vie, il travaille avant tout au pochoir. 
De ces œuvres, hormis le Café des Deux Mondes qui échappe à l'incendie, il ne reste que des traces photographiques. 

### Murs peints
Tamás Zanko a réalisé deux murs peints à Paris et un à Levallois, toujours visibles.
Le premier en 1972, boulevard de Strasbourg, représente l'ombre de l'arbre qui se trouve devant (L'ombre de l'arbre I). En 1986, au moment de la restauration du mur, il réalise sur commande de la mairie de Paris L'ombre de l'arbre II.
En 1999, Zanko créé Le Peintre de l'ombre, faubourg Saint-Antoine à Paris.
En 2004, il propose un projet autour du thème de Venise, qui aboutit à Venise à Levallois, un mur de la rue de Villiers à Levallois.

### Architecture et scénographie urbaine
Zanko conçoit et réalise de nombreux projets à l'occasion des grands concours proposés par la ville de Paris, notamment : l'Opéra des halles, qui était un contre projet pour l'aménagement des Halles (1979), le parc de la Villette (1982), le projet d'Opéra Bastille. Si ses projets ne sont pas retenus, le CNAP se porte acquéreur de l'ensemble de ses projets et des articles paraissent à propos de l'opéra Bastille dans Beaux-Arts magazine et le Monde de la Musique en 1988. Ces réalisations permettent de donner une idée de ses ambitions et de sa vision poétique de l'environnement urbain.
En 2010, le CNAP fait l'acquisition d’une quarantaine de dessins de son projet Utopia : fragments pour une cité idéale (1989), rescapés de l’incendie.
En 1977, à l'ouverture du Centre Georges-Pompidou, il reçoit une commande d'un environnement pictural par le Centre de création industrielle, dans le cadre de l'exposition Cafés bistrots et compagnie, au Centre Georges Pompidou à Paris : le Café des Deux Mondes.

### Théâtre
- 1964 : costumes dans Roméo et Juliette de Shakespeare au Festival du Marais à Paris
- 1964 : décor et costumes dans Le Dibbuck de Anski au Teatro del Convegno à Milan

### Design et murs peints
- 1975 : Exposition Surface, biennale des artistes décorateurs au Grand Palais à Paris: présentation de trois nappes tableaux et projets de murs peints.

### Opéra, scénographie
- 1978 : Le Château de Barbe Bleue de Béla Bartok à l'Opéra du Rhin, Strasbourg
- 1983 : Opéras contemporains de Lendvay et Sagher à l'Espace Cardin, Paris
- 1984 : Orfeusz d'après Glück, film-opéra d'Istvan Gaal, présenté à la Mostra de Venise

### Expositions
Expositions précoces
- 1963-65-67 : Biennales de Paris, et exposition à la galerie Claude Levin avec Ben, Boltansky, Le Gac
- 1970 : Work in Process : la Tombe, performance au Centre américain à Paris
- 1971 : Films d'artistes à l'ARC, Musée d'Art moderne de la Ville de Paris, avec le court métrage Message 2885

Expositions de peinture
- 1974 : Le Siège Poème à la Maison de la culture de Créteil et au Pavillon Français de Montréal, avec six portraits-dossiers de chaises des Douze compagnons de la table longue.
- 1977 : Artistes artisans au Musée des Arts Décoratifs à Paris avec Ulysse et Pénélope.
- 1978 : Présentation de l'Environnement Réflexion au Grand Palais pour la commission d'achat du Fonds national d'art contemporain.
- 1979 : La Famille des Portraits au musée des Arts Décoratifs avec La Leçon d'anatomie et La Jeune Fille au turban.

Expositions d'architecture
- 1980 : participe à l'exposition des contre-projets des Halles
- 1980 : L'ivre de pierres, Institut d'architecture de Parme
- 1982 : L'ivre de pierres, ARC, Musée d'art moderne, Paris[4]
- 1983 : La tour de l'architecture, Galerie archétype, Paris
- 1984 : L'ivre de pierres chez Claude Nicolas Ledoux, Salines royales d'Arc, Arc-et-Senans
- 1984 : Images et imaginaire d'architecture, Centre Georges-Pompidou, Paris
- 1986 : Architecture fantastique, Halle Saint-Pierre, Paris
- 1988 : Inventer 89, Grande halle de la Villette
- 1989 : Utopia, L'Europe des Créateurs, Grand Palais, Paris
- 2002 : La tombe du Peintre Inconnu, Lamort dans l'art, Nanterre
- 2003 : La Ville Mémoire, Biennale de Venise, Utopia Station
- 2011 : Architectures/Dessins/Utopies : works from the Centre National des Arts Plastiques, Paris[5], MNAC, Bucarest.

Expositions générales de son œuvre
- 1999 : Réflexion, exposition rétrospective, La 'Rotonde' (ancien Espace Gallimard), Paris
- 2002 : Opéra fragments, Espace Klee, Paris
- 2014 : cinq ans après sa mort, a lieu une rétrospective de son œuvre dans les salons Aguado de la mairie du 9e arrondissement, à Paris[6]. À cette occasion, un premier catalogue est publié[7]. Le catalogue raisonné de ses œuvres est actuellement en cours de réalisation.
- Automne 2017 : une double exposition a lieu à Budapest, en Hongrie. Les dessins d'architecture sont présentés à l'Institut français de Budapest[8], tandis que la chapelle du musée Kiscelli[9], consacrée à l'art contemporain, accueille un ensemble d'œuvres représentatif de ses différentes périodes.